# Zagrebački željeznički čvor
Željeznički čvor u Zagrebu je sjecište koridora X. i V.b. Čvor čini 14 željezničkih pruga od kojih je 10 pruga isključivo za teretni promet. 

## Promet
Organizacija prometa u čvoru organizirana je na način da svi tranzitni vlakovi prolaze Glavni kolodvor, koji je i polazni i krajnji kolodvor za lokalne vlakove. Ogranak V.b koridora za putnički promet prolazi kroz čvor rutom iz smjera Rijeke i Karlovca preko Glavnog kolodvora do Dugog Sela i dalje prema svom odredištu.
Teretni promet iz Rijeke i Karlovca ide preko Ranžirnog kolodvora i Žitnjaka prema Dugom Selu.